# Morag Clark
Morag Clark, MBE (* 1929 in Glasgow, Schottland; † 9. April 2019 in Hereford), war eine britische Pädagogin und Pionierin des natürlich hörgerichteten Spracherwerbs (Auditiv-verbale Erziehung).

## Leben
Morag Clark studierte Physik, Chemie und Mathematik und schloss mit dem Ph.D. ab. 1957 wurde sie Lehrerin an der Birkdale School for Hearing Impaired Children, einer Schule für hörgeschädigte Kinder in Southport, Nordengland. Von 1976 bis 1986 war sie Leiterin der Schule.
Seit ihrer Pensionierung 1986 führte sie nicht nur Workshops im Vereinigten Königreich und Kurse für Hörgeschädigtenpädagogen an der Brooks University in Oxford durch, sondern betreute auch Projekte in der Türkei, Japan, Singapur, Ecuador, Deutschland, Indien, Mauritius-Rodrigues, Ungarn, Kanada, Singapur, Südafrika, Simbabwe, Tansania und Sambia. Unter anderem implementierte sie ein Programm an der Anadolu University in der Zentraltürkei. 1989 reiste sie nach Ecuador, um Gehörlosenfachleute auszubilden. 1998 half sie maßgeblich, die 1992 gegründete Foundation for Children with a Hearing Loss in Südafrika aufzubauen sowie bei der Einrichtung eines integrierten Kindergartens.
Clark starb am 9. April 2019 im Broomy Hill Nursing Home in Hereford.

## Werk
Morag Clark wurde vor allem mit dem Natürlichen Hörgerichtet-Lautsprachlichen Ansatz (Natural Auditory Oral Education, Natural Communicative Approach, Interactonist Auditory Oral Approach) bekannt. Dieser Ansatz basiert auf ihrer jahrzehntelangen Beratungstätigkeit, praktischen Forschung und Erfahrungen aus mehr als vierzehn Ländern in fünf Kontinenten.
Der Ansatz besagt, dass gehörlose Kinder eine fließende und klar verständliche Sprache erwerben und entwickeln können, wenn ihr Restgehör in vollem Umfang in einer interaktiven Lernumgebung gefördert wird. Bei Alltags- und Spielsituationen als bedeutsam erkannte Höreindrücke werden aufgegriffen und für einen annähernd natürlichen Spracherwerb genutzt. Für das Sprechenlernen über das Hören in Interaktionssituationen muss die Lernumgebung sorgfältig ausgewählt werden und die Eltern sollten einen natürlichen Umgang mit ihrem Kind pflegen. Sie müssen dazu umfassend beraten und motiviert werden, damit sie die Frühförderungsarbeit der Pädagogen im Alltag fortführen können.
Diese Hörerziehung oder hörgerichtete Frühförderung sollte bereits im Säuglingsalter beginnen. In diesem Alter kann das Kind die normale Umgangssprache unter besonderer Berücksichtigung von Rhythmisierung und Sprechmelodie leichter erwerben. Für den Erfolg der Methode braucht es pädaudiologische Überprüfungen zur Absicherung der Effektivität der Hörgeräte.
Morag Clark hat in ihren Büchern die Fallgeschichten ihrer eigenen weltweiten Praxiserfahrung und zeigt Fachleuten, wie sie ihren gegenwärtigen Ansatz der frühen Intervention im Leben von Familien mit gehörlosen Kindern den jüngsten Entwicklungen von Audiologie, Technologie, medizinischer Wissenschaft und Psycholinguistik anpassen können.

## Auszeichnungen
- Queen Elizabeth ernannte sie zum Member of the British Empire (MBE) für ihre internationalen Verdienste um die hörgerichtete Erziehung hörgeschädigter Kinder.
- Sie erhielt drei Auszeichnungen der Alexander Graham Bell Association for the Deaf and Hard of Hearingl: Honours of the Association, International Meritorious Service Award, Global Ambassador.
- Ehrendoktorwürde der Anadolu-Universität in Eskişehir, Türkei

## Veröffentlichungen (Auswahl)
- Introduction: For which population is an auditory approach suitable? The Volta Review: Vol. 88, N. 5, 1986.
- Language through living: For hearing impaired children, 1989:
- An Overview of Educational Provision for Hearing-Impaired Children from 1950 to Present Day. Thieme Medical Publishers, Inc 1997
- Die Förderung, Erziehung und Bildung hörgeschädigter Kinder und Jugendlicher. Positionspapier des BDH In: HÖRPÄD 1/1999
- Zum Tod von Armin Löwe. Spektrum Hören 1/2002
- Wie hörgeschädigte Kinder sprechen lernen. Spektrum Hören 3/2002
- A Practical Guide to Quality Interaction With Children Who have a Hearing Loss. Plural Publishing Inc. San Diego 2006, ISBN 978-1-59756-112-9
- Interaktion mit hörgeschädigten Kindern. Der Natürliche Hörgerichtete Ansatz in der Praxis. Ernst Reinhardt Verlag, München Basel 2009, ISBN 978-3-497-02063-8